# Орешене (област Ловеч)
 Тази статия е за селото в област Ловеч.  За селото в област Силистра вижте Орешене (Област Силистра).  
Орешене е село в Северна България. То се намира в община Ябланица, област Ловеч.

## География
Село Орешене е разположено в Предбалкана, на 8 km от Ябланица и на 6 km от Златна Панега. В непосредствена близост е до Дунавската равнина и е изходен пункт за туризъм. Удобно е за посещение, защото магистрала Хемус достига до Ябланица и е само на 88 km от София.
Много столичани се ориентират към селото с оглед близостта, удобното пътуване и прекрасната природа. Надморската височина не е голяма. Срещат се широколистни гори, храсти, залесени площи. В околностите на селото, на недалечни разстояния се намират множество чешмички, местности с местно значение и два микроязовира.

## История
Селото е създадено в началото на 19 век от преселници от с. Манаселска река. Според легендата, разказана от жителя на Орешене Найден Цанов Вулев, село Манаселска река е нападнато от кърджалии и оцелелите бягат към непристъпната орехова гора, която се намира на мястото на днешното Орешене. От там идва и името на селото, заради гъстите орехови гори. Там, където сега са площадът на селото, чешмата с колектор за вода и кметството, е имало голям извор, около който са построени и първите къщи.
С времето ореховите гори са изсечени и са насадени черничеви дървета, като през 19 и 20 век един от основните поминъци става бубарството.
Над селото в местността Богой, в горната част до циганската махала, е имало друг голям извор с езера и воденица. Сега той е пресъхнал и на мястото му остава само едно полублато. Според легендата местността е кръстена на болярина Богой, който отказва да се подчини на турците и загива в битка с тях.
През 1941 година в село Орешене е организирано предприятие за производство на колелета и бицикли под марка „Балканъ“. С това е положено началото на производство на велосипеди в България. В периода 41 – 46 година са произведени повече от 25 000 екземпляра от три модела, голяма част от тях използвани в българските пощи и армията. След 1946 година производството е национализирано и преместено в гр. Ловеч. Производството на велосипеди е възстановено през 1957 година и продължено до 1988 година. Марката Балкан е запазена и е била много популярна в България.
Към 1893 година в селото са останали само 6 помаци.

## Обществени институции
Кметство: ул. „Панайот Хитов“ 1
кметски наместник: Люба Христакиева

## Галерия
- Основно училище „Васил Левски“ в Орешене
- Кметството на селото
- Военният паметник в Орешене